# Lotto Team
Lotto Team – polska zawodowa grupa kolarska MTB. Grupę Lotto PZU S.A. (później Lotto) założył w 2001 Andrzej Piątek. Zawodnikami grupy Lotto są zarówno mężczyźni, jak i kobiety. Grupa zakończyła działalność na początku 2007, większość zawodników przeszło do grupy MTB Halls Team.

## Skład 2006
- Maja Włoszczowska
- Anna Szafraniec
- Magdalena Sadłecka
- Aleksandra Dawidowicz
- Kryspin Pyrgies
- Dariusz Batek
- Kornel Osicki
- Paweł Szpila